# Escuela Nacional Preparatoria 2
La Escuela Nacional Preparatoria 2 "Erasmo Castellanos Quinto" es uno de los nueve planteles que integran a la Escuela Nacional Preparatoria de la Universidad Nacional Autónoma de México. Actualmente es el único plantel de la UNAM que cuenta con el plan de Iniciación Universitaria desde 1935, es decir, integra el sistema de Iniciación Universitaria con el de Preparatoria. Iniciación Universitaria es el equivalente de la secundaria (Junior High School).

## Historia

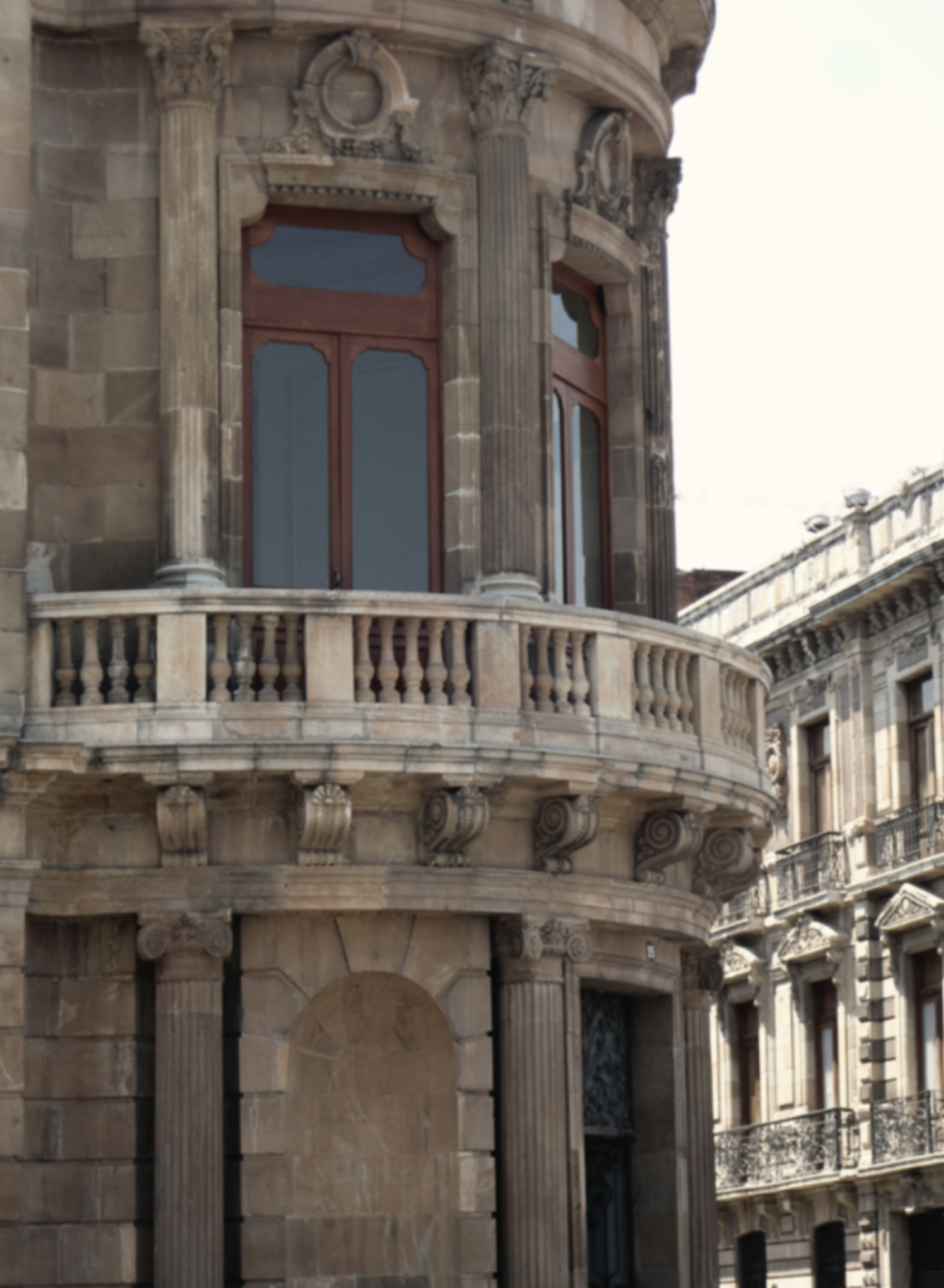
Sede temporal del plantel 2, actual Palacio de la Autonomía

Su historia se inicia con la decisión del Rector Fernando Ocaranza de establecer los cursos de extensión universitaria, equivalentes a los de enseñanza secundaria, el 14 de septiembre de 1935; este proyecto tuvo como primera sede un edificio ubicado en la calle Sadi Carnot de la colonia San Rafael, después trasladado a la calle de Bucareli donde estuvo muy poco tiempo, 1938 a 1940; para más tarde ser instalado en la calle de Licenciado Verdad, al lado del llamado anexo de Odontología, donde estuvo de 1940 a 1952.
El proyecto del rector Ocaranza se mantuvo con ese nombre hasta 1952, año en el que se decidió el establecimiento del plantel 2, el cual tendría un plan de estudios de 5 años, en el que se integraban los 3 de extensión universitaria con los 2 de preparatoria.
Para 1965 el plan estudios fue reformado, uno de los ajustes más importantes fue el cambio de nombre de extensión universitaria a Iniciación Universitaria; el otro fue pasar de cinco a seis años el plan de estudios, quedando: tres cursos de Iniciación Universitaria y otros tres de Preparatoria.
La falta de espacio en la sede de Licenciado Verdad motivó la ocupación del anexo de Odontología, actual Palacio de la Autonomía, además de los edificios de San Ildefonso 28 y 30. El edificio de Licenciado Verdad y sus edificios anexos en la calle de San Ildefonso fueron sede del plantel 2 de 1952 a 1978.

## Nueva sede

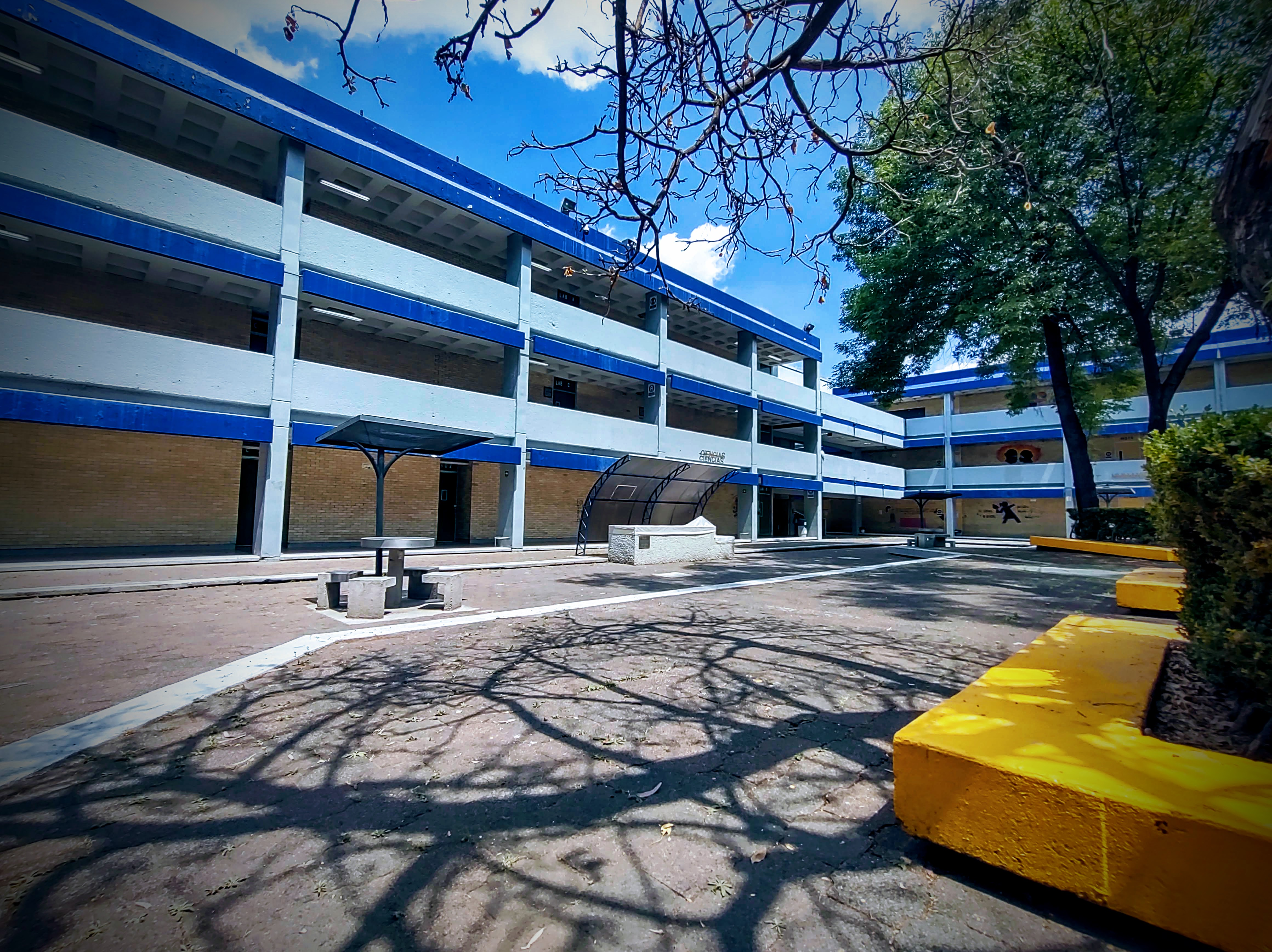
Patio central de la ENP 2 durante los días de asesorías presenciales en marzo de 2022.

El 5 de junio de 1978 se inaugura en la avenida Río Churubusco, entre las avenidas Apatlaco y Canal de Tezontle, en la alcaldía  Iztacalco, un amplio edificio que permitiría tener unificada a la población de iniciación universitaria y bachillerato en un mismo lugar.
La nueva sede lleva el nombre de Erasmo Castellanos Quinto. En la explanada principal se puede ver la escultura del ilustre maestro preparatoriano acompañado de sus inseparables perros y gatos, además de un libro que recuerda al humanista y experto cervantista. Dentro de su edificio de gobierno, encontramos una serie de cuadros conmemorativos y una galería dedicada a los que han sido directores del plantel 2 desde su fundación.
En el año escolar 2011-2012 se inauguraron las nuevas instalaciones para los alumnos de Iniciación Universitaria, El nuevo edificio ubicado en la calle canal de Tezontle, es un edificio de dos plantas con 26 salones, 4 laboratorios de ciencia, 3 salones de computación, 2 salones de cómputo para idiomas, una mediateca (Laboratorio de idiomas donde se dan clases de Inglés o Francés en distintas plataformas), servicio médico, una cancha de fútbol rápido, una pista de atletismo, dos canchas de Básquetbol y una cancha de voleibol.
En las instalaciones del plantel se encuentran:
- Auditorio "Enrique Ruelas": Moderno recinto que alberga ceremonias, conciertos, concursos y presentaciones y diversas conferencias.
- Laboratorios Avanzados de Ciencias Experimentales (Edificio LACE): cuenta con tres laboratorios especializados en la investigación, un centro de cómputo y dos salas audiovisuales (una sala para profesores y otra para estudiantes).
- Edificio C: cuenta con tres niveles en los que incluye modernos laboratorios para investigación, servicios escolares, salas de computación y aulas de clases.
- Edificio H: cuenta con tres niveles en los que se imparten clases.
- Edificio D: cuenta con dos niveles en los que se imparten clases de idiomas.
- Edificio A: cuenta con tres niveles en los que se imparten clases de dibujo, música, cerámica, grabado y fotografía.
- Biblioteca "Prof. Raúl Martínez y Rosas": cuenta con dos niveles en el cual se pueden consultar más de 45,000 títulos, en los que se encuentran libros, revistas, enciclopedias, diccionario y multimedia.
- Mediateca: Espacio con equipos de cómputo para el aprendizaje de idiomas como inglés, francés, portugués, alemán e italiano.
- Laboratorios de Idiomas: centros especializados en la enseñanza y aprendizaje de idiomas.
- Salones de idiomas: edificio exclusivo para la enseñanza de idiomas, así como de coloquios, exposiciones y conferencias.
- Servicio médico: Todo alumno que ingresa a la UNAM es por ley derechohabiente del IMSS. Además, el plantel cuenta con instalaciones con preparados dentistas y médicos en las cuales el universitario puede recibir: consultas de medicina general, curaciones e inyecciones, atención de urgencias, orientación sobre temas de salud.

Centro de Servicio Dental: Revisión y diagnóstico, limpieza, orientación sobre técnica de cepillado, extracciones.
- Gimnasio “Prof. Ernesto Álvarez Frausto”: Cuenta con dos niveles, en la planta baja tiene dos canchas de duela y en la parte final cuenta con un área en la que se imparte lucha olímpica y en la parte superior se practica Tae kwon do.
- Gimnasio al aire libre.
- 4 Canchas: espacio para la práctica de deportes como basquetbol, voleibol.
- 2 Canchas de futbol rápido (una del lado de Iniciación Universitaria).
- Pista de atletismo.
- Área de imprenta para la encuadernación e impresión de libros propios de la preparatoria.

Durante el ciclo escolar 2011-2012, se inauguró un nuevo edificio destinado para iniciación universitaria, son 60 salones, tres canchas multifuncionales, dos canchas de fútbol con pasto sintético y una pista de atletismo.

## Directores
- Dr. Pablo Martínez del Río Vinhet
- Lic. Juan José Bremer Barrera
- Antonio González Cárdenas

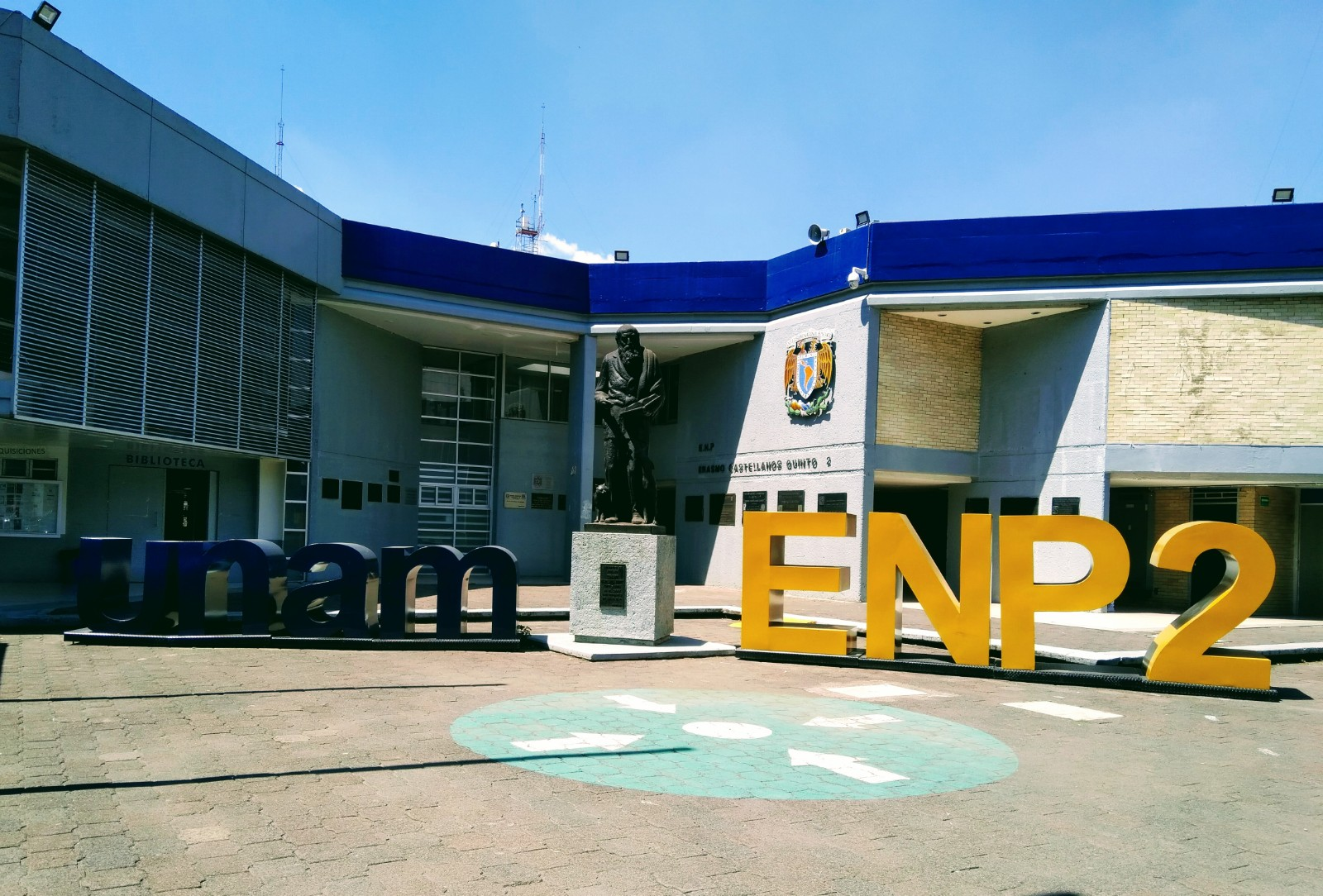
Actual sede de la Preparatoria 2

- Lic. Ángel Carbajal Barrera (1938–1942)
- Prof. Ildefonso Castañeda)
- Lic. Roberto Patiño Córdova (1942–1944)
- Lic. Enrique García Formentí (1944–1945)
- Ing. Quím. Lucio Morales Meza (1945–1954)
- Lic. Raúl Pous Ortiz
- Dr. Abelardo González Garza (1957–1962)
- Ing. Gustavo Aguirre Benavides
- Mtro. José Gómez Rogil (1962–1964)
- Lic. Pedro Vázquez Colmenares (1963–1965)
- Lic. Amando Beltrán Leyva (1966–1970)
- Arq. Jorge Alcocer Cacnieri (1970)
- Lic. Humberto Romero Cándano (1970–1971)
- Arq. Miguel Ángel Moreno Rentería (1971–1975)
- Ing. Raúl López Chávez (1974–1981)
- M en C Lucio Arreola González (1983–1987)
- Lic. Beatriz López Nava (1987)
- Arq. Héctor Enrique Herrera León y Vélez (1987–1995)
- Dr. Lucio Arreola González (1995–2000)
- Lic. Ilma Lecia Carrillo López (2000–2008)
- Biol. Cecilia Verduzco Martínez (2008)
- Lic. Antonio Meza (2008–2016)
- Lic. Isabel Jiménez Téllez (2016-2020)
- Q.F.B José Luis Buendía Uribe (2020-2023)[3][4]
- Mtra. María del Carmen Crispín Martínez (2023-presente)[5]

## Estación Meteorológica Prof. Ignacio Funes Carballo
La preparatoria 2, cuenta con una estación meteorológica que diariamente informa la calidad del aire en la zona oriente de la Ciudad de México, esta estación también tiene a su cargo el archivo histórico meteorológico de la alcaldía Iztacalco.

## Premios
- 3.er lugar. Premio Nacional del Agua.[6]